# Mauleus iligneus
Mauleus iligneus är en stekelart som beskrevs av Heydon 1995. Mauleus iligneus ingår i släktet Mauleus och familjen puppglanssteklar. Inga underarter finns listade i Catalogue of Life.